# لیگ برتر کوثر
لیگ برتر کوثر بالاترین سطح مسابقات لیگ فوتبال سراسری در ایران است. نخستین تلاش‌ها برای برگزاری یک لیگ سراسری فوتبال پیش از انقلاب انجام شد و پس از انقلاب نیز پیگیری شد. این تلاش‌ها با انجام در دهه ۱۳۸۰ به صورت جدی‌تری پیگیری شد و لیگ کوثر فوتبال زنان ایران در سال ۱۳۸۶ با شرکت ۶ تیم آغاز شد و تا کنون ۱۷ دوره از آن برگزار شده‌است.
پرافتخارترین تیم لیگ فوتبال زنان ایران، باشگاه فوتبال زنان خاتون بم با ۱۱ عنوان قهرمانی و ۲ نایب قهرمانی است. بر اساس گزارش انجمن فوتبال ایران، چهار هزار دختر ایرانی در لیگ‌های فوتبال زنان و دختران بازی می‌کنند؛ این تعداد در سال ۱۳۸۴ صفر بود.

## پیشینه

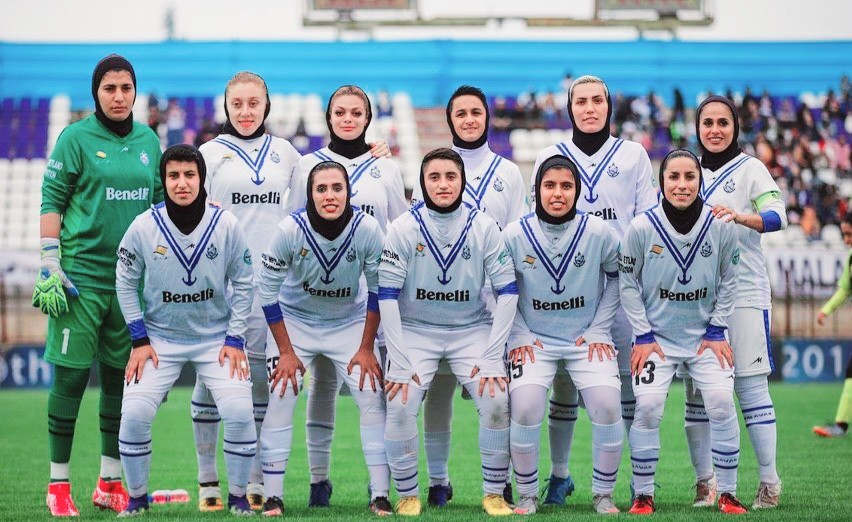
باشگاه ملوان در فصل ۲۰۲۲

پیش از آغاز لیگ کوثر زنان در دهه ۱۳۸۰ مسابقات باشگاهی دیگری در سطح کشور ایران برگزار شده‌است. از نخستین تیم‌های فوتبال زنان در ایران می‌توان به تیم فوتبال زنان تاج اشاره کرد که در سال ۱۳۵۰ به مصاف نماینده ایتالیا نیز رفته بود.
ایده بنیان‌گذاری لیگ ملی فوتبال زنان در ایران به دوران پهلوی دوم برمی‌گردد. در آن دوره گام‌های مهمی برای ایجاد یک سیستم قوی فوتبال باشگاهی زنان در ایران برداشته شد. در آن سال‌ها باشگاه‌های تهرانی پیشگام فوتبال باشگاهی زنان در ایران بودند.
لیگ کوثر در سال ۲۰۰۷ پایه‌گذاری شد و نخستین فصل آن، لیگ برتر فوتبال زنان ایران ۸۷–۱۳۸۶ بود.
تا سال ۲۰۲۴، تیم فوتبال خاتون بم سال‌ها بر لیگ چیرگی داشت و به عنوان یک قدرت آسیایی نیز شناخته می‌شد. آن‌ها بیشتر در رقابت جدی با تیم زنان ملوان بودند و به‌طور معمول در برابر آن‌ها پیروز می شدند. تیم زنان ملوان فرهنگ هواداری خاصی در لیگ زنان ایران داشته‌است و هواداران بسیاری را به ورزشگاه خود می‌کشاند. تیم شهرداری سیرجان نیز در سوی دیگر این لیگ، معمولاً رقیب جدی برای قهرمانی بوده‌است.
در سال ۲۰۲۴، فدراسیون فوتبال ایران پیشنهاد تغییر شمار تیم‌های لیگ را به منظور آسان‌سازی در ایجاد تیم زنان توسط باشگاه‌های لیگ برتر خلیج فارس (مردان) داد. پیشنهادهایی برای تغییر قوانین لیگ مطرح شد تا باشگاه‌های ایرانی بتوانند آسان‌تر تیم زنان تاسیس کنند.

## فهرست فصل‌ها
| دوره | فصل     | قهرمان            | نایب‌قهرمان      | جایگاه سوم         |
| ---- | ------- | ----------------- | --------------- | ------------------ |
| ۱    | ۸۷–۱۳۸۶ | بال گستر مازندران | ملوان بندرانزلی | دانشگاه آزاداسلامی |
| ۲    | ۸۹–۱۳۸۸ | ملوان بندرانزلی   | عقاب مازندران   | خاتون بم           |
| ۳    | ۹۰–۱۳۸۹ | شن سا اراک        | ملوان بندرانزلی | اوج نصر فارس       |
| ۴    | ۹۱–۱۳۹۰ | خاتون بم          | سرخپوشان گرگان  | فریکو سیرجان       |
| ۵    | ۹۲–۱۳۹۱ | خاتون بم          | ملوان بندرانزلی | آینده‌سازان میهن    |
| ۶    | ۹۳–۱۳۹۲ | خاتون بم          | ملوان بندرانزلی | آینده‌سازان میهن    |
| ۷    | ۹۴–۱۳۹۳ | خاتون بم          | ملوان بندرانزلی | آینده‌سازان میهن    |
| ۸    | ۹۵–۱۳۹۴ | شهرداری سیرجان    | ملوان بندرانزلی | خاتون بم           |
| ۹    | ۹۶–۱۳۹۵ | آینده‌سازان میهن   | خاتون بم        | شهرداری سیرجان     |
| ۱۰   | ۹۷–۱۳۹۶ | خاتون بم          | شهرداری سیرجان  | رهیاب ملل سنندج    |
| ۱۱   | ۹۸–۱۳۹۷ | خاتون بم          | شهرداری سیرجان  | سپاهان اصفهان      |
| ۱۲   | ۹۹–۱۳۹۸ | خاتون بم          | وچان کردستان    | شهرداری سیرجان     |
| ۱۳   | ۰۰–۱۳۹۹ | شهرداری سیرجان    | خاتون بم        | سپاهان             |
| ۱۴   | ۰۱–۱۴۰۰ | خاتون بم          | شهرداری سیرجان  | سپاهان             |
| ۱۵   | ۰۲–۱۴۰۱ | خاتون بم          | سپاهان اصفهان   | شهرداری سیرجان     |
| ۱۶   | ۰۳–۱۴۰۲ | خاتون بم          | ملوان بندرانزلی | شهرداری سیرجان     |
| ۱۷   | ۰۴–۱۴۰۳ | خاتون بم          | سپاهان اصفهان   | گل‌گهر سیرجان       |

## آمار و رکوردها
- پرافتخارترین تیم لیگ فوتبال زنان ایران، باشگاه فوتبال زنان خاتون بم با ۱۱ عنوان قهرمانی و ۲ نایب قهرمانی است.
- رکورد تماشاگر در فصل ۲۰۲۳-۲۴، از آن تیم ملوان شد.

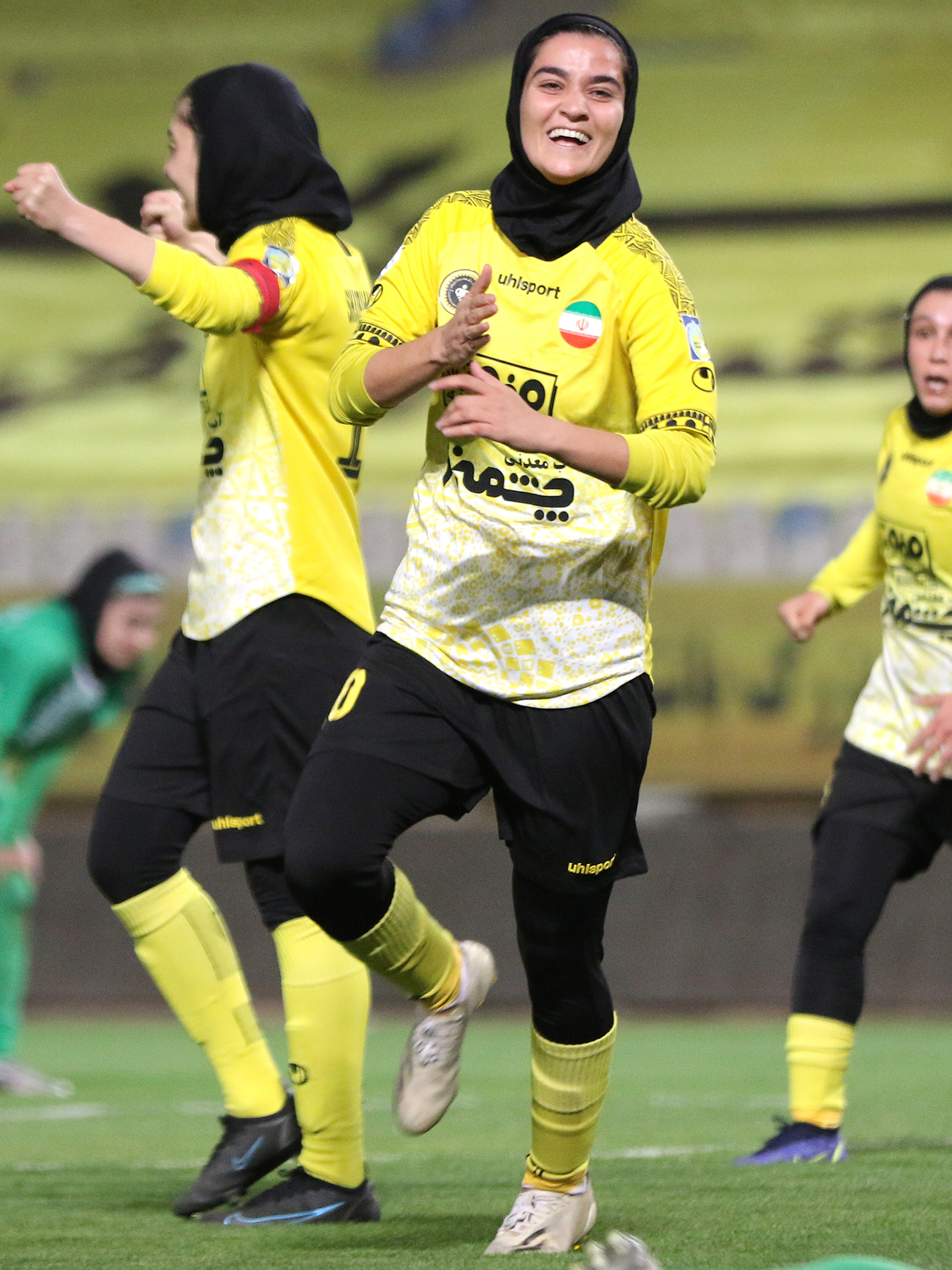
تصویری از هاجر دباغی از بازیکنان تیم زنان سپاهان؛ او اولین ۱۰۰ گله تاریخ فوتبال بانوان باشگاه سپاهان است.[https://toopball.com/search/hajar-dabaghi/

## پخش تلویزیونی و آنلاین
اگرچه حق پخش مسابقه‌ها به صدا و سیما داده شده‌است، اما این سازمان مسابقه‌های فوتبال زنان را پخش زنده نمی‌کند. اگرچه‌ در بخش خبری پوشش داده‌است.
در شهریور ۱۳۹۷ اعلام شد برای پخش لیگ فوتبال زنان ایران از تلویزیون، شورا و کمیسیون فرهنگی جمهوری اسلامی باید موضوع را بررسی کنند. پخش نشدن فوتبال زنان از تلویزیون ملی ایران، باعث انتقاد از سوی بازیکنان این لیگ نیز شده است و اعلام شده‌است که این موضوع باعث کاهش اسپانسرهای لیگ نیز شده‌است.

## اسپانسرها و بازرگانی

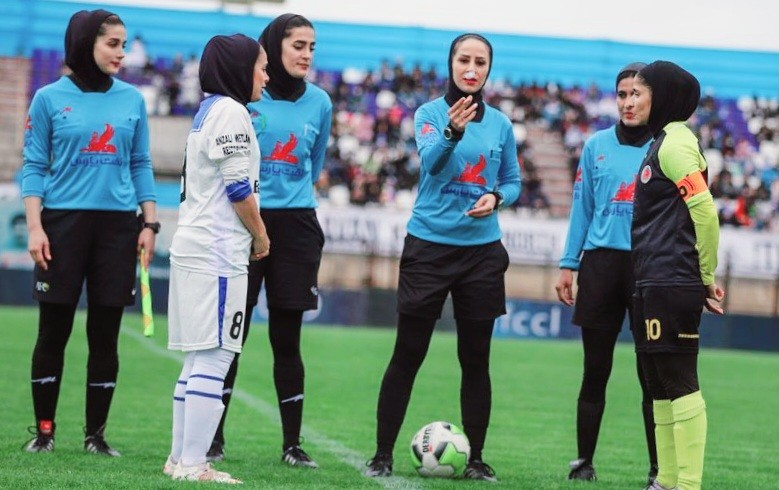
نفت پارس (بر پیراهن داوران) از اسپانسرهای رسمی لیگ بوده‌است.

دست کم تا سال ۲۰۲۴، این لیگ هیچ پشتیبان مالی نداشت. عدم پخش مسابقه‌های فوتبال زنان از تلویزیون ایران و مشکلات مربوط به ورزش زنان در ایران پس از انقلاب ۱۳۵۷ باعث ایجاد مشکلات اقتصادی جدی برای لیگ شده بود. با این حال شرکت‌هایی چون نفت پارس، پشتیبانی نسبی کردند.
فهرست اسپانسرهای رسمی لیگ:
- نفت پارس (بر پوشاک داوران)

## قهرمان‌ها بر پایه سال
| باشگاه           | قهرمانی | نایب قهرمانی | فصل‌های قهرمانی                                                                                    |
| ---------------- | ------- | ------------ | ------------------------------------------------------------------------------------------------- |
| خاتون بم         | ۱۱      | ۲            | ۹۱–۱۳۹۰, ۹۲–۱۳۹۱, ۹۳–۱۳۹۲, ۹۴–۱۳۹۳, ۹۷–۱۳۹۶, ۹۸–۱۳۹۷, ۹۹–۱۳۹۸, ۰۱–۱۴۰۰, ۰۲–۱۴۰۱, ۰۳–۱۴۰۲, ۰۴-۱۴۰۳ |
| شهرداری سیرجان   | ۲       | ۳            | ۹۵–۱۳۹۴, ۰۰–۱۳۹۹                                                                                  |
| ملوان            | ۱       | ۷            | ۸۹–۱۳۸۸                                                                                           |
| شن سا اراک       | ۱       | -            | ۹۰–۱۳۸۹                                                                                           |
| بال‌گستر مازندران | ۱       | -            | ۸۷–۱۳۸۶                                                                                           |
| آینده سازان میهن | ۱       | -            | ۹۶–۱۳۹۵                                                                                           |
| سپاهان           | -       | ۲            |                                                                                                   |
| سرخپوشان گرگان   | -       | ۱            |                                                                                                   |
| عقاب مازندران    | -       | ۱            |                                                                                                   |
| وچان             | -       | ۱            |                                                                                                   |